# Fair trade certification

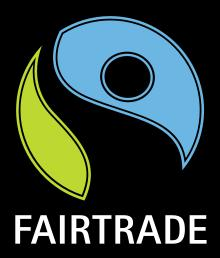
Logotipo de certificação da Fairtrade International

A Fairtrade certification - "certificação de comércio justo" - é uma certificação de produto dentro do movimento comércio justo baseado no mercado. A certificação de comércio justo mais amplamente usada é a da FLO International, a Fair Trade Certified Mark, utilizada na Europa, África, Ásia, Austrália e Nova Zelândia. A Fair Trade Certified Mark é o equivalente norte-americano da International Fairtrade Certification Mark. Desde janeiro de 2011, havia mais de 1 000 empresas certificadas pela FLO International e outras 1 000 aproximadamente certificadas por outros esquemas de certificação ética e de comércio justo ao redor do mundo.
O sistema de certificação Fairtrade International cobre uma ampla gama de produtos, incluindo banana, café, cacau, algodão, açúcar de cana, flores e plantas, mel, frutas secas, sucos de frutas, ervas, especiarias, chá, nozes e vegetais.

## Inicio
O selo Fairtrade, a primeira Marca de Certificação Fairtrade do mundo, foi lançado oficialmente pela Stichting Max Havelaar em 15 de novembro de 1988, sob os esforços de Nico Roozen, Frans van der Hoff e da agência holandesa de desenvolvimento ecumênico Solidaridad. O rótulo, usado para distinguir os produtos Fairtrade dos convencionais, visa melhorar "as condições de vida e trabalho dos pequenos agricultores e trabalhadores agrícolas em regiões desfavorecidas".  O primeiro café comercializado de forma justa originou-se da cooperativa UCIRI no México e foi importado pela empresa holandesa Van Weely, torrado pela Neuteboom, antes de ser vendido diretamente para lojas mundiais e, pela primeira vez, para varejistas tradicionais em toda a Holanda.

## Como funciona
O comércio justo é uma estratégia para redução da pobreza e desenvolvimento sustentável. Tem como objetivo criar maior equidade no sistema de comércio internacional, gerando oportunidades sociais e econômicas por meio de parcerias comerciais com agricultores e artesãos marginalizados em países em desenvolvimento, para que mais consumidores tenham acesso aos seus produtos e eles recebam um acordo favorável. Em contrapartida, os produtores devem cumprir os padrões estabelecidos pela autoridade certificadora.
Empacotadores em países desenvolvidos pagam uma taxa à organização Fairtrade pelo direito de usar o logotipo de certificação Fairtrade. Importadores de produtos certificados Fairtrade devem pagar aos exportadores um preço mais alto que o preço de mercado de produtos não certificados Fairtrade, para cobrir custos adicionais suportados pelas empresas certificadas Fairtrade em marketing e inspeção. Qualquer excedente após o pagamento desses custos deve ser usado para projetos sociais, ambientais e econômicos locais.

## Padrões Fairtrade

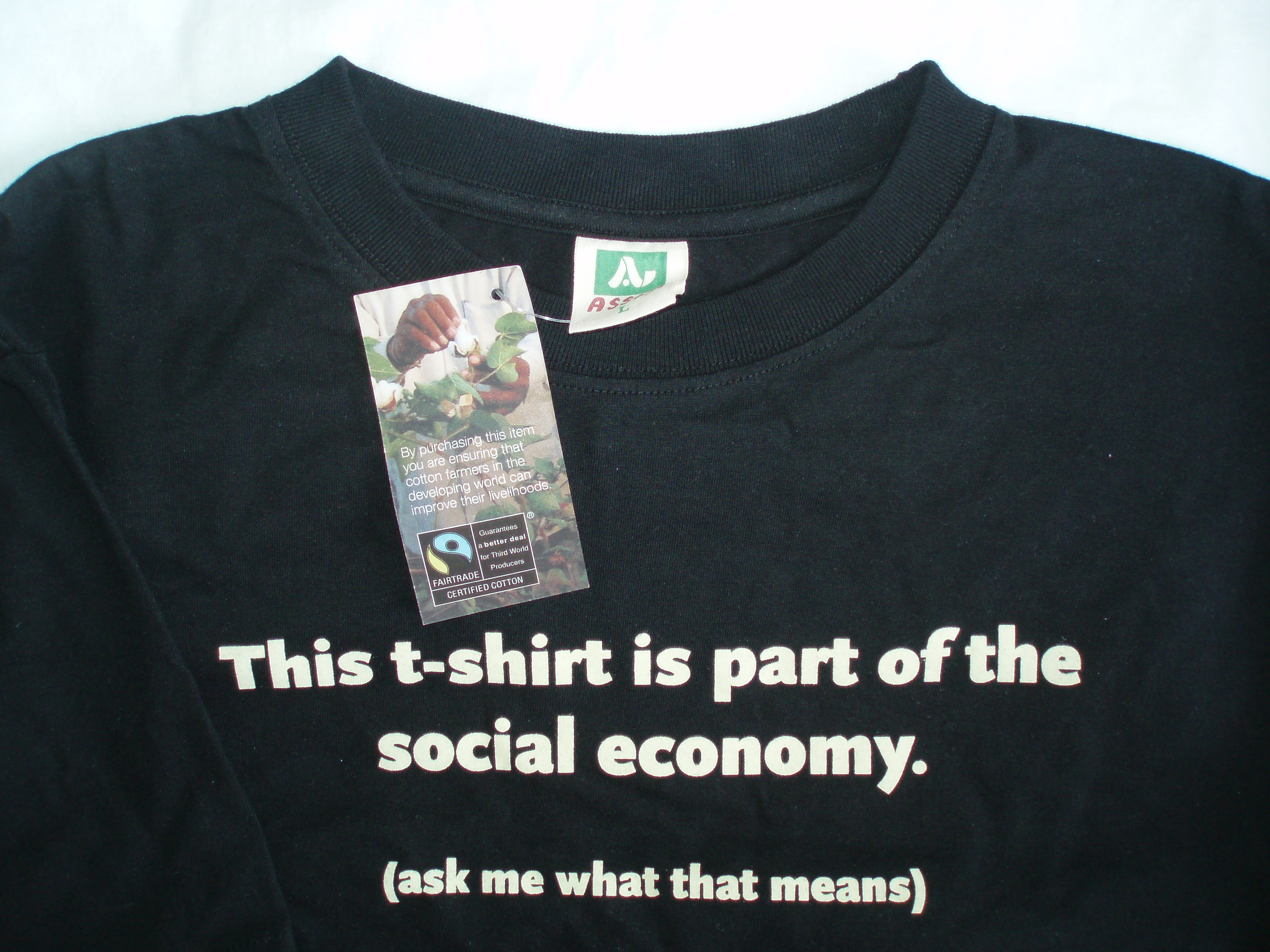
Uma camiseta feita de algodão certificado Fairtrade

O Fairtrade desenvolve padrões privados que ajudam no desenvolvimento sustentável de alguns pequenos produtores e trabalhadores agrícolas em países do terceiro mundo. Para se tornarem produtores certificados Fairtrade, as cooperativas e seus agricultores devem cumprir os padrões privados estabelecidos pela Fairtrade International. O FLOCERT inspeciona e certifica organizações produtoras em mais de 70 países na Europa, Ásia, África e América Latina.
Os padrões estabelecidos para diferentes partes interessadas são os seguintes:

### Organizações de pequenos produtores
A maioria dos membros da organização deve ser composta por pequenos produtores que não dependem significativamente de trabalhadores contratados, mas administram suas fazendas principalmente com seu próprio esforço. Os lucros obtidos devem ser igualmente distribuídos entre os produtores. Cada membro da organização deve ter o direito de votar no processo de tomada de decisão.

### Trabalho contratado
Os trabalhadores têm o direito de se filiar a um sindicato independente para barganha coletiva de suas condições de trabalho. O trabalho forçado e o trabalho infantil são proibidos. As condições de trabalho devem ser equitativas para todos os trabalhadores. Os salários devem ser, no mínimo, iguais ou superiores ao salário mínimo vigente. Medidas de segurança e saúde devem ser implementadas adequadamente para evitar acidentes no trabalho. Padrões de comércio Os compradores devem pagar um preço não inferior ao Preço Mínimo Fairtrade para cobrir os custos de produção sustentável. Os compradores devem pagar um valor adicional que permite aos produtores investir no desenvolvimento (o Prêmio Fairtrade). Os compradores assinam contratos que auxiliam no planejamento de longo prazo e nas práticas de produção sustentável.

## Preços Fairtrade
O sistema Fairtrade consiste em dois tipos de preços: o Preço Mínimo e o Prêmio. Estes são pagos aos exportadores de acordo com a proporção da produção que as empresas conseguem vender com a marca "Certificado Fairtrade", que geralmente varia de 17% a 60% de seu faturamento. O Preço Mínimo Fairtrade é o preço que os compradores devem pagar aos produtores certificados Fairtrade. É um preço-base que cobre o custo médio de produção dos produtores, protegendo-os de vender seus produtos abaixo do custo. O Prêmio Fairtrade é uma quantia adicional que  além do pagamento pelos produtos. Deve ser investida no negócio, nos meios de subsistência dos produtores e no desenvolvimento socioeconômico dos trabalhadores. Os produtores têm maior poder de decisão sobre como esses fundos serão usados.

## Como o Fairtrade mede seu impacto
O sistema Fairtrade está comprometido com um programa de Monitoramento, Avaliação e Aprendizado (MEL), que visa gerar recomendações e análises para apoiar maior eficácia e impacto.  é monitorado por organizações voltadas para o mercado presentes em países onde produtos certificados Fairtrade são vendidos; os dados de mercado são consolidados pela Fairtrade International anualmente. Esses dados servem de base para entender as dinâmicas de como a certificação está se desenvolvendo e como os impactos do Fairtrade estão sendo distribuídos entre organizações produtoras, geografias e produtos.
Os órgãos de governança do Fairtrade também revisam os resultados-chave e os avaliam regularmente para melhorar a estratégia e a tomada de decisões. Esses resultados são divulgados dentro do sistema Fairtrade e entre partes interessadas relevantes para discussão posterior das descobertas e recomendações.

## Críticas

### Pouco dinheiro chega aos agricultores
A Fundação Fairtrade não monitora quanto do prêmio pago aos exportadores chega aos agricultores. Como as cooperativas incorrem em altos custos com inspeção, certificação e marketing, apenas uma pequena quantia de dinheiro é retida para os agricultores. Em geral, os produtores Fairtrade conseguem vender apenas de 18% a 37% de sua produção como certificada Fairtrade, enquanto o restante é vendido como não certificado a preços de mercado.

### Fairtrade beneficia mais os ricos
O comércio justo é mais lucrativo para os comerciantes em países ricos do que para aqueles em países pobres. Para se qualificarem como produtores Fairtrade, as cooperativas devem atender aos rigorosos padrões técnicos estabelecidos pelos certificadores, o que implica que seus agricultores constituintes devem ser bastante habilidosos e educados. No entanto, esses agricultores geralmente vêm dos países mais pobres e carecem de influência para negociar com as cooperativas. Em alguns casos, até mesmo ocorrem casos de corrupção.

### Sistema de marketing ineficiente
Produtos certificados Fairtrade vendidos por meio de uma cooperativa monopsonista podem ser ineficientes e suscetíveis à corrupção. Agricultores Fairtrade deveriam ter o direito de escolher o comprador que oferece o melhor preço ou mudar de cooperativa quando estas estão à beira da falência. Uma cooperativa monopsonista encarregada da certificação Fairtrade pode tentar expandir a indústria de comércio justo visando lucro, mais do que melhorar a vida dos pequenos agricultores. Atualmente, elas tentam aumentar a oferta de comércio justo quando a oferta já ultrapassa a demanda.

### Não adequado para o propósito
Preocupações em torno da certificação Fairtrade foram levantadas pelo Instituto para a Integridade de Iniciativas Multistakeholder, com conclusões em seu relatório "Não Adequado para o Propósito", que afirma que iniciativas multistakeholder lideradas pelo setor privado adotam padrões fracos ou limitados que atendem mais aos interesses corporativos do que aos interesses dos titulares de direitos. O Fairtrade respondeu explicando que padrões privados não substituem a regulamentação pública.

## Outras certificações e rotulagens de produtos
A Fair Trade Federation não certifica produtos individuais, mas avalia empresas como um todo. A marca FTO, lançada em 2004 pela World Fair Trade Organization, identifica organizações de comércio justo registradas. UTZ Certified é um programa de certificação de café que às vezes é chamado de "Fairtrade leve". Certificação de Comércio Direto da Counter Culture é uma alternativa de comércio direto à certificação Fairtrade. Whole Trade Guarantee, uma iniciativa de compras lançada em 2007 pela Whole Foods Market.